# Rhinocypha turconii
Rhinocypha turconii – gatunek ważki z rodziny Chlorocyphidae.